# La trappola mortale
La trappola mortale (The Money Trap) è un film del 1965 diretto da Burt Kennedy.
È un film poliziesco a sfondo noir statunitense con Glenn Ford, Elke Sommer e Rita Hayworth. È basato sul romanzo del 1963 The Money Trap di Lionel White.

## Trama
Poliziotto abituato a vivere nel lusso grazie alla rendita della moglie quando il denaro di lei viene a mancare progetta, approfittando delle informazioni di cui è venuto in possesso durante un'indagine, di rubare soldi dalla cassetta di sicurezza di un malavitoso, ma alla rapina segue una sparatoria in cui muore il suo complice, e all'uomo non resta altro che barricarsi in casa in attesa dell'arrivo della polizia.

## Produzione
Il film, diretto da Burt Kennedy su una sceneggiatura di Walter Bernstein con il soggetto di Lionel White, fu prodotto da David Karr e Max E. Youngstein per la Metro-Goldwyn-Mayer e girato nella Brousseau Mansion  a Bunker Hill, Downtown, Los Angeles.

## Distribuzione
Il film fu distribuito con il titolo The Money Trap negli Stati Uniti dal 2 febbraio 1966 (première a Baltimora) dalla Metro-Goldwyn-Mayer.
Altre distribuzioni:
- in Germania Ovest il 7 settembre 1965 (Goldfalle)
- in Austria nell'ottobre del 1965 (Goldfalle)
- in Portogallo il 30 novembre 1965 (A Tentação do Dinheiro)
- nel Regno Unito il 24 gennaio 1966
- in Danimarca il 29 maggio 1967 (Politiets sorte får)
- in Grecia (Aristokratis lopodytis)
- in Brasile (Dinheiro é Armadilha)
- in Messico (La trampa de oro)
- in Spagna (La trampa del dinero)
- in Argentina (La trampa del oro)
- in Italia (La trappola mortale)
- in Finlandia (Lain väärällä puolella)
- in Francia (Piège au grisbi)
- in Svezia (Två sammansvurna män)

## Critica
Secondo il Morandini il film è un "melodramma" in cui la Hayworth e Ford risultano scialbi.

## Promozione
La tagline è: "THIS WOMAN can change a tough cop into a tougher crook! ".